# Dolores Palumbo
Pour les articles homonymes, voir Palumbo.
Dolores Palumbo, née le 14 juin 1912 à Naples dans la région de la Campanie et morte le 30 janvier 1984 dans la même ville, est une actrice italienne de cinéma et de théâtre.

## Biographie
Dolores Palumbo débute par le théâtre, jouant notamment pour la compagnie des frères De Filippo. Sa carrière cinématographique amorcée en 1939 avec un second rôle dans le film In campagna è caduta una stella d'Eduardo De Filippo est interrompue par la Seconde Guerre mondiale. Elle revient tardivement au cinéma ou elle joue dans de nombreux films au cours des années 1950 et 60, principalement des seconds rôles de figure maternelle dans des comédies à l'italienne.

## Filmographie

### Au cinéma
- 1939 : In campagna è caduta una stella d'Eduardo De Filippo
- 1942 : Non ti pago! de Carlo Ludovico Bragaglia
- 1949 : Lo sciopero dei milioni de Raffaello Matarazzo
- 1949 : Les Pompiers chez les pin-up (I pompieri di Viggiù) de Mario Mattoli
- 1951 : Lorenzaccio de Rafaello Pacini
- 1953 : Café chantant de Camillo Mastrocinque
- 1954 : Le Carrousel fantastique (Carosello napoletano), de Ettore Giannini
- 1954 : Milanesi a Napoli de Enzo Di Gianni
- 1954 : Café chantant de Camillo Mastrocinque
- 1954 : Totò misère et noblesse (Miseria e nobiltà) de Mario Mattoli
- 1957 : La canzone del destino de Marino Girolami
- 1957 : Mariti in città de Luigi Comencini
- 1957 : Lazzarella de Carlo Ludovico Bragaglia
- 1957 : Buongiorno primo amore! de Marino Girolami et Antonio Monplet
- 1957 : Io, mammeta et tu'' de Carlo Ludovico Bragaglia
- 1957 : L'Impossible Isabelle (La Nonna Sabella) de Dino Risi
- 1958 : Via col para... vento de Javier Seto
- 1958 : Pan, amor y Andalucía de Mario Costa
- 1958 : L'Étrangère à Rome (Tre straniere a Roma) de Claudio Gora
- 1958 : La ragazza di piazza San Pietro de Piero Costa
- 1958 : La Danseuse et le Bon Dieu de Antonio Leonviola
- 1958 : Domenica è sempre domenica de Camillo Mastrocinque
- 1958 : Io, mammeta e tu de Carlo Ludovico Bragaglia
- 1958 : Ricordati di Napoli de Pino Mercanti
- 1958 : La Nipote Sabella de Giorgio Bianchi
- 1958 : Il terribile Teodoro de Roberto Bianchi Montero
- 1958 : Il segreto delle rose d'Albino Principe
- 1958 : Gambe d'oro de Turi Vasile et Antonio Margheriti
- 1958 : Caporale di giornata de Carlo Ludovico Bragaglia
- 1959 : Destinazione Sanremo de Domenico Paolella
- 1959 : Le Confident de ces dames de Jean Boyer
- 1960 : Mariti in pericolo de Mauro Morassi
- 1961 : Parlez moi d’amour (Che femmina... e che dollari!) de Giorgio Simonelli
- 1962 : Accroche-toi, y'a du vent ! de Bernard Roland
- 1962 : Les Années rugissantes (Gli Anni ruggenti) de Luigi Zampa
- 1962 : I motorizzati de Camillo Mastrocinque
- 1964 : Napoleone a Firenze d'Piero Pierotti
- 1964 : Una lacrima sul viso d'Ettore Maria Fizzarotti
- 1964 : Le Coq du village (Liolà) d'Alessandro Blasetti
- 1964 : La baronne s'en balance (La vedovella) de Silvio Siano
- 1965 : Non son degno di te d'Ettore Maria Fizzarotti
- 1966 : Perdono d'Ettore Maria Fizzarotti
- 1968 : Zum zum zum de Bruno Corbucci et Sergio Corbucci
- 1968 : Zum zum zum n°2 de Bruno Corbucci
- 1969 : Il suo nome è Donna Rosa d'Ettore Maria Fizzarotti
- 1970 : Mezzanotte d'amore d'Ettore Maria Fizzarotti
- 1971 : Io non vedo, tu non parli, lui non sente de Mario Camerini
- 1972 : Don Camillo et les Contestataires (Don Camillo e i giovani d'oggi) de Christian-Jaque et Mario Camerini
- 1973 : Figlio mio, sono innocente! de Carlo Caiano
- 1973 : Sgarro alla camorra d'Ettore Maria Fizzarotti

### À la télévision
- 1962 : Angelina mia
- 1962 : Questi fantasmi